# Дундагский край
Ду́ндагский край (латыш. Dundagas novads) — административно-территориальная единица на северо-западе Латвии, в историко-культурной области Курземе. Край состоит из двух волостей; административный центр края — село Дундага. Площадь края — 675,6 км².
Край был образован 1 июля 2009 года из части упразднённого Талсинского района.
Граничит с Вентспилсским, Талсинским и Ройским краями. С севера и северо-востока омывается водами Балтийского моря.

## Население
Население на 1 января 2010 года составило 4767 человек.
Национальный состав населения края по итогам переписи населения Латвии 2011 года распределён таким образом:
| Национальность | Численность, чел. (2011) | %        |
| -------------- | ------------------------ | -------- |
| Латыши         | 4011                     | 94,87 %  |
| Русские        | 84                       | 1,99 %   |
| Украинцы       | 28                       | 0,66 %   |
| Литовцы        | 19                       | 0,45 %   |
| Белорусы       | 18                       | 0,43 %   |
| Поляки         | 10                       | 0,24 %   |
| Другие         | 58                       | 1,37 %   |
| всего          | 4228                     | 100,00 % |

## Территориальное деление
- Дундагская волость (латыш. Dundagas pagasts)
- Колкская волость (латыш. Kolkas pagasts)